# Unbound
Unbound est un résolveur DNS validateur, cache, récursif développé par NLnet Labs, VeriSign Inc., Nominet, et Kirei. Le logiciel est distribué sous licence BSD.

## Fonctionnalités
- Résolveur récursif avec cache, avec préchargement des éléments les plus fréquents avant expiration
- DNS over TLS
- DNS over HTTPS
- Query Name Minimization
- DNS64
- DNSCrypt
- Validation DNSSEC
- Cache DNSSEC
- EDNS Client Subnet
- DNSTAP pour copie des requêtes et réponses
- Entrées locales ponctuelles de zones DNS
- Zones DNS locales complètes
- RPZ (Response Policy Zone) pour des réponses modifiées en fonction des clients

## Historique
Unbound a été créé par Jakob Schlyter de Kirei et Roy Arends de Nominet en 2004, les fonds étant fournis par VeriSign et ep.net pour le développement d'un prototype en Java (David Blacka et Matt Larson, VeriSign). En 2006, le prototype est réécrit en C par NLnet Labs pour des raisons de performance.
Unbound est conçu comme un ensemble de composants modulaires qui incorpore des caractéristiques modernes, comme le mécanisme de sécurité DNSSEC, Internet Protocol Version 6 (IPv6), et une bibliothèque d'API client comme partie intégrante de l'architecture. Originellement écrit pour les systèmes d'exploitation compatible POSIX et les Unix-like, il fonctionne sur FreeBSD, OpenBSD, NetBSD, OS X, et Linux, ainsi que sur Microsoft Windows.

## Réception
Unbound a supplanté BIND comme résolveur DNS par défaut dans deux distributions BSD, où il est perçu comme plus petit, plus moderne et plus sûr pour la plupart des usages,.